# Trapani
|  | «Drepana» redirigeix aquí. Vegeu-ne altres significats a «Drepana (lepidòpter)». |

Trapani (en català medieval, Tràpena; en sicilià, Tràpani) és una ciutat de l'oest de Sicília, capital de la província de Trapani amb 70.638 habitants (2008). Limita amb els municipis de Buseto Palizzolo, Calatafimi Segesta, Erice, Marsala, Paceco, Salemi i Valderice.

## Administració
| Període   | Identitat      | Partit      |
| --------- | -------------- | ----------- |
| 2001-2012 | Girolamo Fazio | Centredreta |
| 2012-     | Vito Damiano   | Centredreta |

## Història antiga
Drèpana (en grec antic: Δρέπανα, llatí: Drepana) o Drèpan (en grec antic: Δρέπανον, llatí: Drepanum) va ser una ciutat amb un cap i un port situat enfront de les illes Ègates. Els mitòlegs relacionen el nom de la ciutat amb el grec drèpane (δρεπάνη), que vol dir 'falç', i explicaven que en aquell lloc Cronos (o Saturn) va enterrar la seva falç.
La ciutat no va existir fins a una època relativament tardana, però el cap i el port es mencionen des de temps antics. Virgili (Eneida, III 707) diu que en aquest lloc Enees va celebrar els Jocs Fúnebres en honor d'Anquises. A la Primera Guerra Púnica és esmentada com a port de la veïna ciutat d'Èrix, de la qual depenia. Ocupada Èrix pels cartaginesos, el general Hamílcar Barca la va fortificar l'any 260 aC, i va fundar la ciutat, traslladant-hi els habitants d'Erice, segons Diodor de Sicília.
Alguns autors (Florus i Aureli Víctor) diuen que el dictador romà Aulus Atili Calatí la va ocupar a la primera fase de la guerra, però no és segur que això fos veritat i en tot cas devia ser una ocupació breu. La seva proximitat a Àfrica la va convertir en un port important i durant tota la guerra va ser la plaça forta més important dels cartaginesos. L'any 250 aC Drèpana i Lilibèon eren les úniques ciutats en poder de Cartago. Quan els romans van assetjar Lilibèon, el general Adhèrbal es va establir amb la flota cartaginesa a Drèpana per vigilar les operacions dels romans, i a Drèpana va derrotar completament al cònsol Publi Claudi Pulcre i va destruir la seva flota el 249 aC. Poc després Amílcar Barca es va apoderar d'Erice i va traslladar a la resta dels seus habitants a Drèpana, ciutat que va fortificar encara mes. Va restar en mans cartagineses fins al final de la guerra.
L'any 242 aC el cònsol Gai Lutaci Càtul la va assetjar i Hannó, comandant de la flota cartaginesa, va intentar trencar el setge sense èxit, i quan més tard ho va provar Amílcar Barca va patir la decisiva derrota de la batalla de les Egusses, a les illes Ègates el 241 aC. Llavors va passar a dependre de Roma i es va convertir en una ciutat comercial de certa importància però enfosquida per la prosperitat de la veïna Lilibèon, que durant l'època romana era la principal ciutat d'aquesta part de l'illa.
Ciceró i Plini el Vell diuen que era un municipii l'Itinerari d'Antoní i la Taula de Peutinger li mantenen aquest rang al segle iv. Va pertànyer als romans d'Orient i després als àrabs. L'any 1071 els normands la van ocupar i va seguir la sort de Sicília. Va patir forts bombardejos a la segona guerra mundial.

## Personatges il·lustres
- Paolo D'Antoni, Alt Comissari el 1946

## Galeria d'imatges

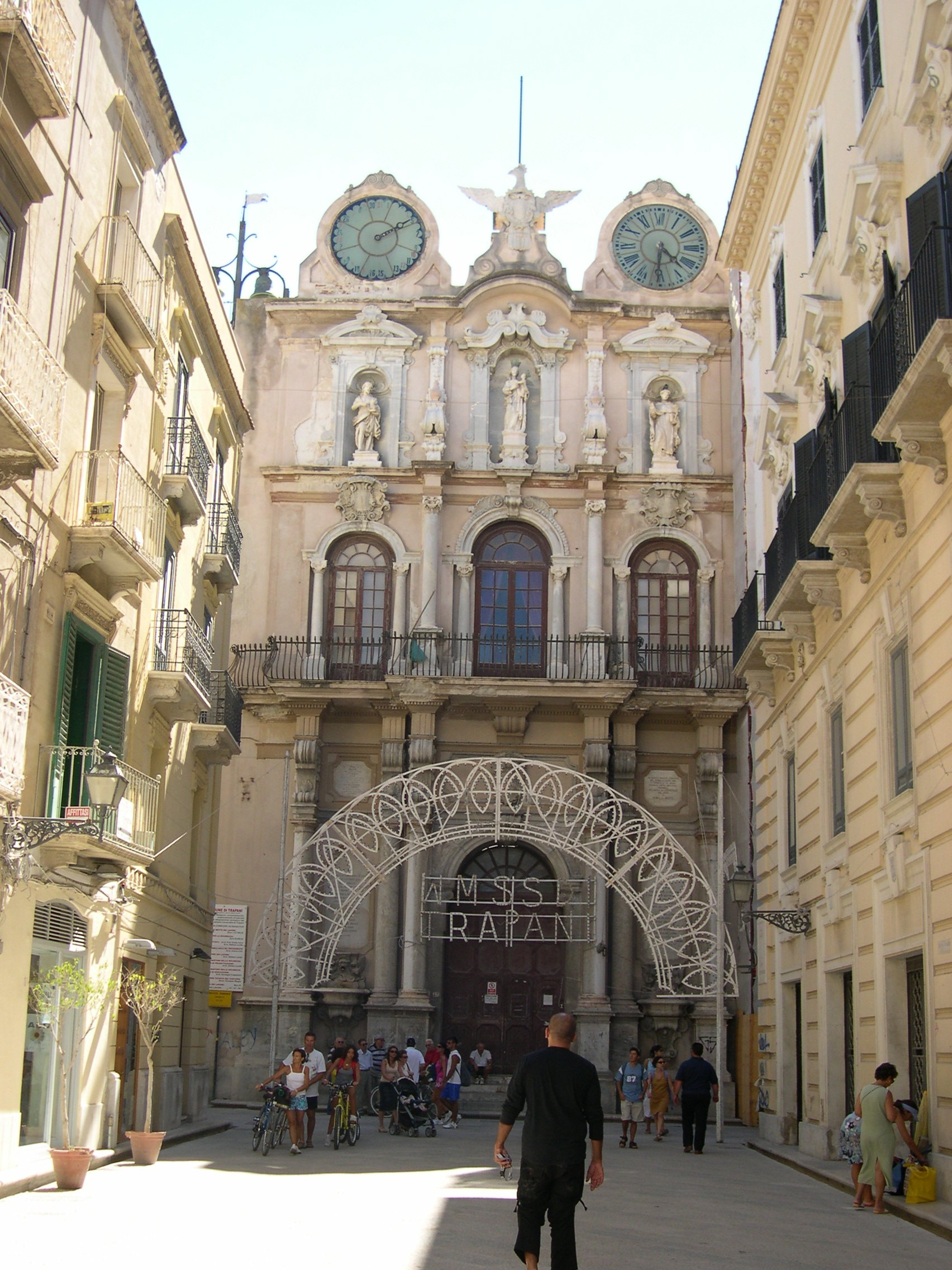
Palazzo Cavarretta
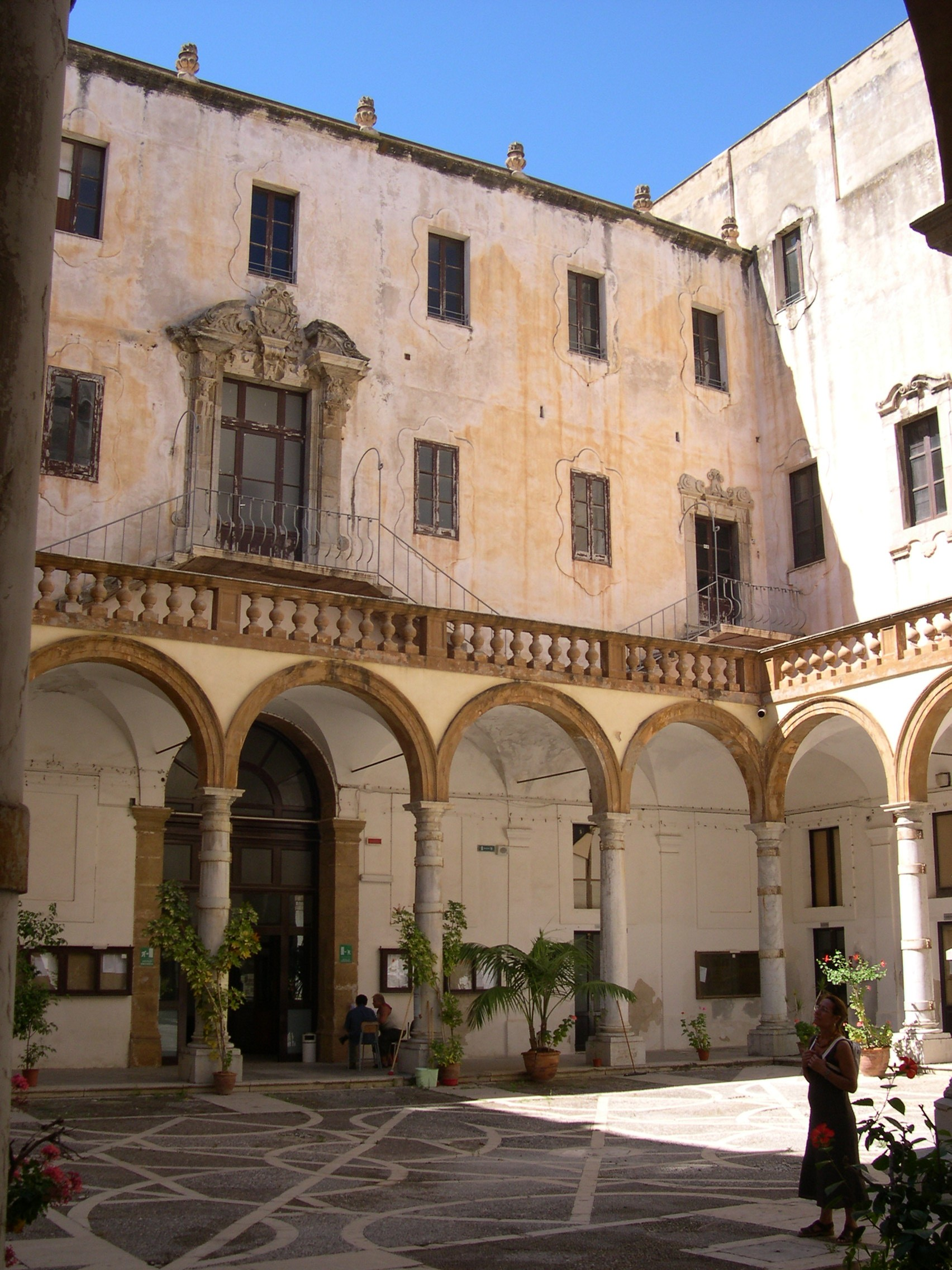
Claustre dels jesuïtes
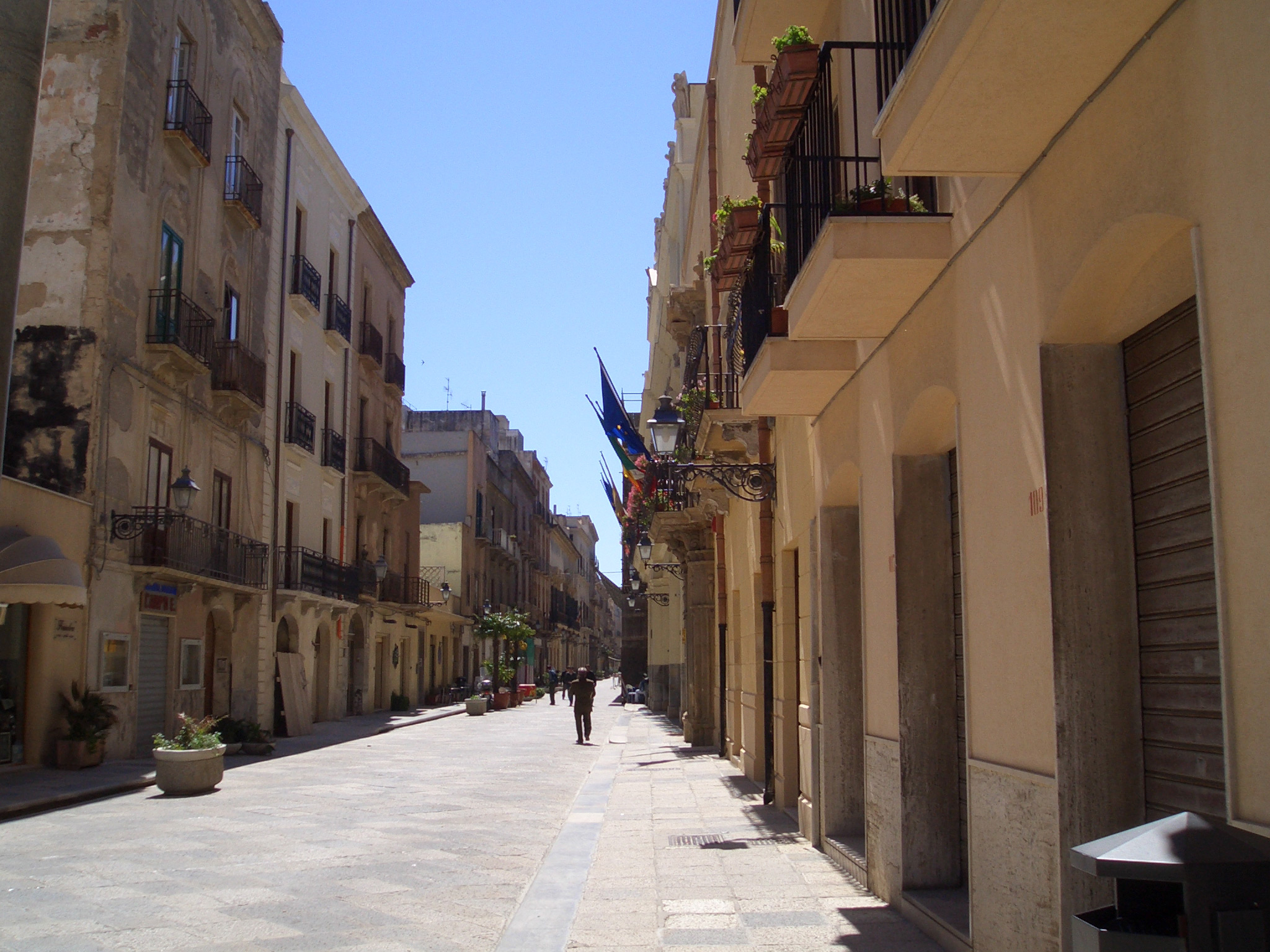
Via Garibaldi
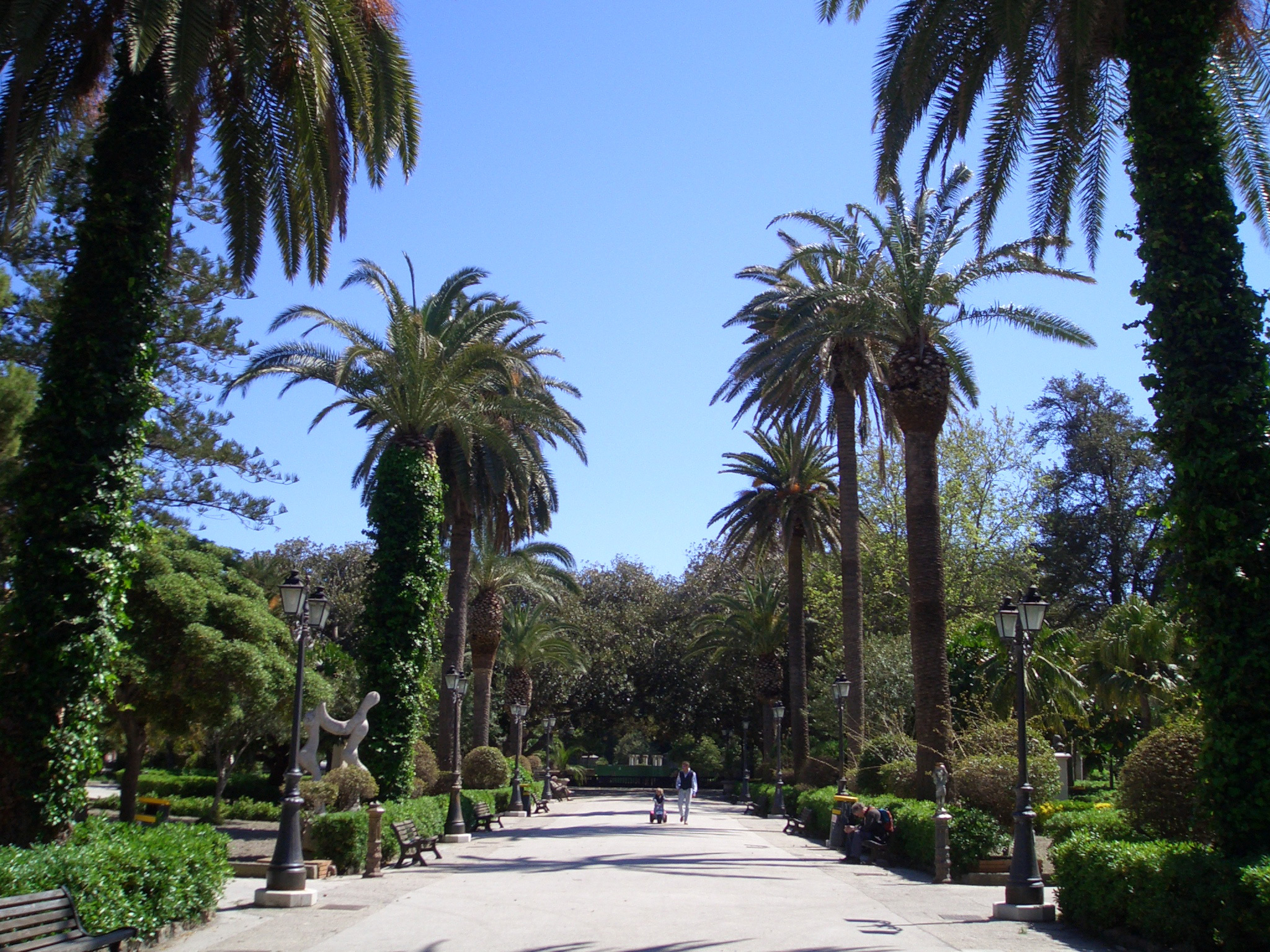
Villa Margherita
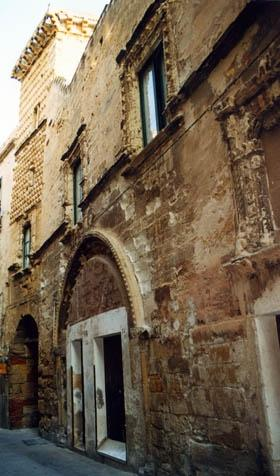
Palazzo della Giudecca